# 猪苗代兼載
猪苗代 兼載（いなわしろ けんさい、享徳元年（1452年） - 永正7年6月6日（1510年7月11日））は、戦国時代の連歌師。初め宗春と称した。別号は相園坊・耕閑軒。兼栽と記されることもある。心敬に師事し、宗祇とも交流して、宗祇とともに連歌の最盛期を作り出した。

## 生涯
享徳元年、陸奥国（後の岩代国）会津に生まれる。父は猪苗代盛実とされる（景徐周麟『耕閑軒記』などによる）。叔父に連歌師・歌人の広幢がおり、兼載の後継者となる兼純は広幢の子という。
6歳の折に、会津黒川（現在の会津若松市）の自在院（真言宗）に出家、興俊と称する。文明元年（1469年）、関東下向中の連歌師心敬に師事する。
その後京都に上り、中央連歌壇で活躍。延徳元年（1489年）、宗祇の後を受け、38歳で連歌界で最高の名誉職とされる北野連歌会所奉行となる。周防国山口の大内政弘の後援を得て、宗祇の『新撰菟玖波集』の編纂にも参加した。
阿波、北陸などを旅し、文亀元年（1501年)、50歳の時に関東に下向。岩城や会津、古河などを巡って連歌や古典講義を行った。下総国古河で没した。
墓は満福寺（栃木県野木町）にある。連歌の家門としての猪苗代家の子孫は伊達家の連歌師となった。

## 人物と作品
連歌を心敬に、和歌を二条派の尭恵に学んだ。
句集に『園塵（そののちり）』『若草山』、連歌論書に『心敬僧都庭訓』『梅薫抄』『兼載雑談』『景感道』、独吟『聖廟法楽千句』などの作がある。
宗祇との交流は長いが、『新撰菟玖波集』の編纂に参加中、細川成之の句をめぐって確執も生じるなど、対立的な立場であった。文亀2年（1502年）の宗祇の死の際には、箱根に駆けつけて長歌を詠んだ。

## 備考
- 猪苗代地方に伝わる話によれば、出生地は小平潟村（耶麻郡猪苗代町大字中小松）という[6]。兼載の母が小平潟天満宮に願かけをして兼載が生まれたといい、多くの神童伝説が伝わっている[6]。
- 野口英世は兼載の血筋であるという説がある。英世の父である佐代助の生家は小平潟村の小桧山家であるが、この家が兼載の同族であるという[11]。小平潟村には、英世は実は小平潟村の生まれ（母のシカが奉公に来ていたという）であり、兼載の生まれ変わりであるとする話が伝えられているという[12] 。